# ۶-هیدروکسی‌سیانیدین
۶-هیدروکسی‌سیانیدین (به انگلیسی: 6-Hydroxycyanidin) با فرمول شیمیایی C۱۵H۱۱O۷(C۱۵H۱۱ClO۷) یک ترکیب شیمیایی با شناسه پاب‌کم ۴۴۱۶۹۷ است که جرم مولی آن ۳۰۳٫۲۴ g/mol است.